# El Rancho Vegas
 (septembre 2023).
La mise en forme du texte ne suit pas les recommandations de Wikipédia : il faut le « wikifier ».
Les points d'amélioration suivants sont les cas les plus fréquents. Le détail des points à revoir est peut-être précisé sur la page de discussion.
- Les titres sont pré-formatés par le logiciel. Ils ne sont ni en capitales, ni en gras.
- Le texte ne doit pas être écrit en capitales (les noms de famille non plus), ni en gras, ni en italique, ni en « petit »…
- Le gras n'est utilisé que pour surligner le titre de l'article dans l'introduction, une seule fois.
- L'italique est rarement utilisé : mots en langue étrangère, titres d'œuvres, noms de bateaux, etc.
- Les citations ne sont pas en italique mais en corps de texte normal. Elles sont entourées par des guillemets français : « et ».
- Les listes à puces sont à éviter, des paragraphes rédigés étant largement préférés. Les tableaux sont à réserver à la présentation de données structurées (résultats, etc.).
- Les appels de note de bas de page (petits chiffres en exposant, introduits par l'outil «  Source ») sont à placer entre la fin de phrase et le point final[comme ça].
- Les liens internes (vers d'autres articles de Wikipédia) sont à choisir avec parcimonie. Créez des liens vers des articles approfondissant le sujet. Les termes génériques sans rapport avec le sujet sont à éviter, ainsi que les répétitions de liens vers un même terme.
- Les liens externes sont à placer uniquement dans une section « Liens externes », à la fin de l'article. Ces liens sont à choisir avec parcimonie suivant les règles définies. Si un lien sert de source à l'article, son insertion dans le texte est à faire par les notes de bas de page.
- La présentation des références doit suivre les conventions bibliographiques. Il est recommandé d'utiliser les modèles {{Ouvrage}}, {{Chapitre}}, {{Article}}, {{Lien web}} et/ou {{Bibliographie}}. Le mode d'édition visuel peut mettre en forme automatiquement les références.
- Insérer une infobox (cadre d'informations à droite) n'est pas obligatoire pour parachever la mise en page.

Pour une aide détaillée, merci de consulter Aide:Wikification.
Si vous pensez que ces points ont été résolus, vous pouvez retirer ce bandeau et améliorer la mise en forme d'un autre article.
Le El Rancho Vegas est un ancien hôtel-casino situé à Las Vegas, aux États-Unis. Ouvert en 1941, il est détruit en 1960. Il ne doit pas être confondu avec le El Rancho Hotel and Casino (en) (1982-1992).

## Localisation
Le bâtiment était situé au 2500 Las Vegas Boulevard.

## Historique
Thomas Hull exploitait plusieurs établissements d'hébergement en Californie dans les années 1930, dont deux motels portant le nom "El Rancho",. En 1938, il décida d'étendre ses activités à Las Vegas. En voyageant le long de l'autoroute 91, le véhicule de Hull eut un pneu à plat dans le désert, à quelques miles du centre-ville de Las Vegas. Il resta sur place et attendit tandis qu'un associé partait chercher de l'aide. Pour passer le temps, Hull commença à compter les voitures qui circulaient sur l'autoroute, réalisant rapidement que cela offrait un emplacement parfait pour son nouvel hôtel,,,,. De plus, Hull attendait sous la chaleur et aurait déclaré: "Que je donnerais pour sauter dans une piscine!" Cela renforça encore son désir de construire un complexe hôtelier le long de cette autoroute déserte, bien que les habitants locaux étaient sceptiques quant à l'emplacement choisi en raison de son éloignement,.
La propriété était située à ce qui deviendrait plus tard le coin sud-ouest du Boulevard Las Vegas et de l'Avenue Sahara, une zone qui marquerait l'extrémité nord de la future Strip de Las Vegas. Le terrain se trouvait juste à l'extérieur de Las Vegas, permettant à Hull d'éviter les taxes de la ville, et il était aussi moins cher que les emplacements situés à l'intérieur de la ville,,. La propriété était détenue par Jessie Hunt, qui avait essayé pendant des années de la vendre, mais sans succès car elle était considérée comme un emplacement indésirable,,.

## Artistes et spectacles
Parmi les grands artistes qui se produisaient régulièrement à l'El Rancho figuraient Dean Martin, Sophie Tucker, Eartha Kitt, et Joe E. Lewis,. D'autres artistes comprenaient Tony Bennett, Milton Berle, Joey Bishop, Jack Carter, Billy Daniels, Zsa Zsa Gabor, Betty Grable et Harry James,,, Betty Garrett, Larry Parks, Lili St. Cyr,, Sammy Davis Jr. et le Trio Will Mastin,, et The Williams Brothers.

## Dans la culture populaire
L'El Rancho Vegas apparaît dans le film de 1955 intitulé Las Vegas Shakedown,. Une réplique du complexe a été construite à Lancaster, Californie, en tant que lieu de tournage pour le film de 1991 intitulé The Marrying Man,.

## Galerie

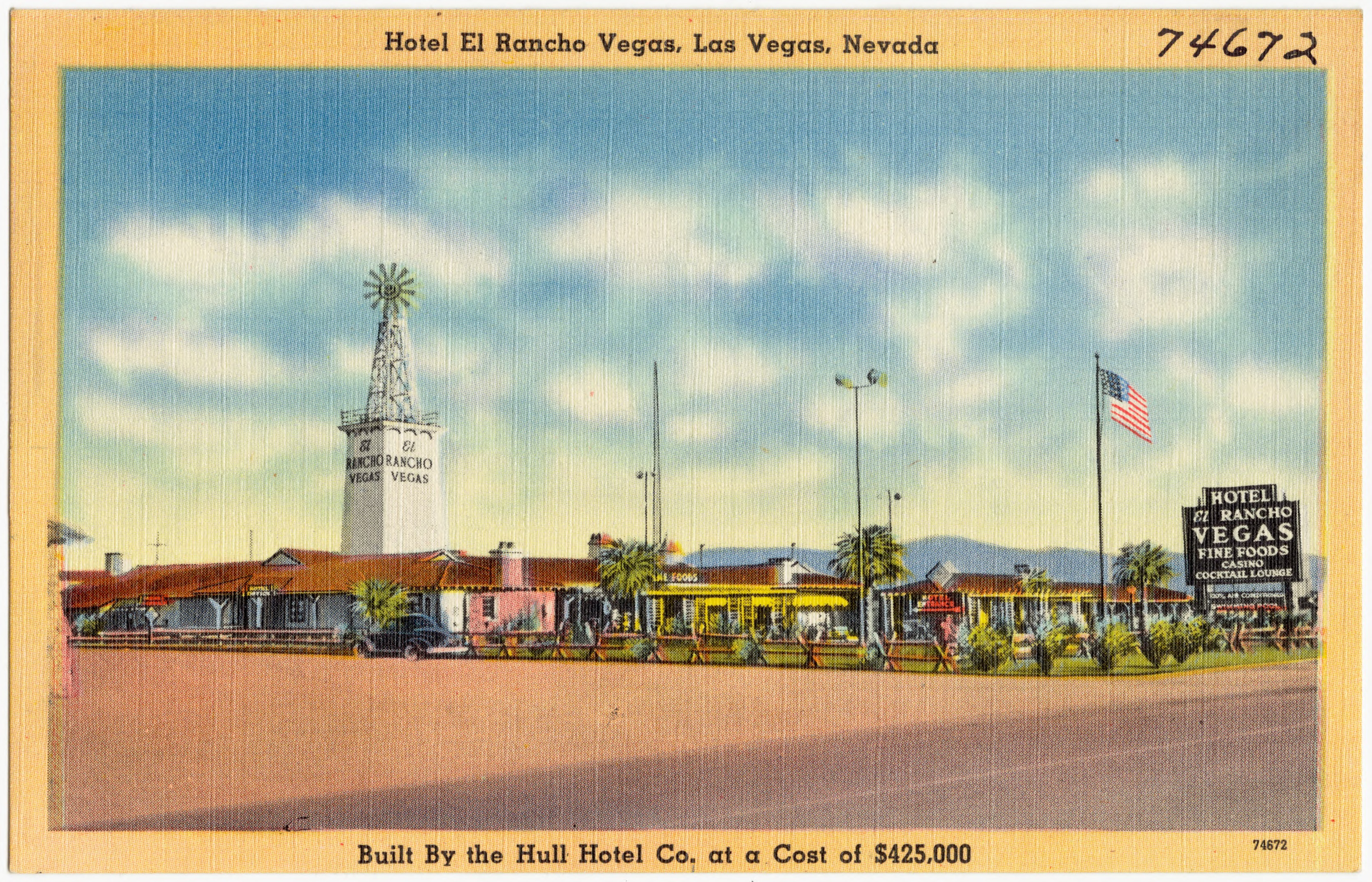
Carte postale des années 1930-1940.

## Sources
- (en) Cet article est partiellement ou en totalité issu de l’article de Wikipédia en anglais intitulé « El Rancho Vegas » (voir la liste des auteurs).